# Larisa Kurkina
Larisa Nikolaïvna Kurkina (russe : Лариса Николаевна Куркина ; né le 18 décembre 1973 à Briansk) est une fondeuse russe.

## Palmarès

### Jeux olympiques
- Jeux olympiques d'hiver de 2006 à Turin ( Italie) :
  -  Médaille d'or au relais 4 × 5 km.
  - 19e du 10 km classique.

### Championnats du monde
- Championnats du monde 2005 à Oberstdorf ( Allemagne) :
  -  Médaille d'argent au relais 4 × 5 km.

### Coupe du monde
- Meilleur classement général : 17e en 2004.
- 7 podiums en épreuve par équipes dont 2 victoires.
- Meilleur résultat individuel : 5e.